# Темний Дмитро Вікторович
Дмитро́ Ві́кторович Те́мний (1991—2019) — молодший сержант Збройних сил України, учасник російсько-української війни.

## Життєпис
Народився 1991 року в селі Малий Бузуків (Смілянський район, Черкаська область). Закінчив Степанківську загальноосвітню школу. Проживав в селі Хацьки разом зі своєю сім'єю — дружиною та донечкою.
В часі війни — молодший сержант, командир віддлення 72-ї бригади. Після закінчення першої ротації пішов на другу.
7 грудня 2019 року ближче до опівночі загинув поблизу хутора Вільний міста Золоте Попаснянського району внаслідок ворожого обстрілу з АГС.
Відбулося прощання в Черкасах, 10 грудня 2019-го похований у селі Хацьки; в Черкаському районі оголошено день жалоби.
Без Дмитра лишилися батьки, дві сестри, дружина та донька 2016 р.н.

## Нагороди та вшанування
- Указом Президента України № 949/2019 від 24 грудня 2019 року за «особисту мужність і самовіддані дії, виявлені у захисті державного суверенітету та територіальної цілісності України» нагороджений орденом «За мужність» III ступеня (посмертно)[4].
- Вшановується в меморіальному комплексі «Зала пам'яті», в щоденному ранковому церемоніалі 7 грудня[5][6].